# CHMP4C
CHMP4C (англ. Charged multivesicular body protein 4C) – білок, який кодується однойменним геном, розташованим у людей на короткому плечі 8-ї хромосоми. Довжина поліпептидного ланцюга білка становить 233 амінокислот, а молекулярна маса — 26 411.
| 10         |  | 20         |  | 30         |  | 40         |  | 50         |
| ---------- |  | ---------- |  | ---------- |  | ---------- |  | ---------- |
| MSKLGKFFKG |  | GGSSKSRAAP |  | SPQEALVRLR |  | ETEEMLGKKQ |  | EYLENRIQRE |
| IALAKKHGTQ |  | NKRAALQALK |  | RKKRFEKQLT |  | QIDGTLSTIE |  | FQREALENSH |
| TNTEVLRNMG |  | FAAKAMKSVH |  | ENMDLNKIDD |  | LMQEITEQQD |  | IAQEISEAFS |
| QRVGFGDDFD |  | EDELMAELEE |  | LEQEELNKKM |  | TNIRLPNVPS |  | SSLPAQPNRK |
| PGMSSTARRS |  | RAASSQRAEE |  | EDDDIKQLAA |  | WAT        |  |            |

A: Аланін

D: Аспарагінова кислота

E: Глутамінова кислота

F: Фенілаланін

G: Гліцин

H: Гістидин

I: Ізолейцин

K: Лізин

L: Лейцин

M: Метіонін

N: Аспарагін

P: Пролін

Q: Глутамін

R: Аргінін

S: Серин

T: Треонін

V: Валін

W: Триптофан

Кодований геном білок за функцією належить до фосфопротеїнів. 
Задіяний у таких біологічних процесах, як транспорт, транспорт білків. 
Локалізований у цитоплазмі, мембрані, ендосомах.